# لامبرت هيلير
لامبرت هيلير (بالإنجليزية: Lambert Hillyer)‏ هو كاتب سيناريو ومخرج أمريكي، ولد في 8 يوليو 1893 في ساوث بند في الولايات المتحدة، وتوفي في 5 يوليو 1969 في وودلاند هيلز، كاليفورنيا في الولايات المتحدة.

## وصلات خارجية
- لامبرت هيلير على موقع IMDb (الإنجليزية)
- لامبرت هيلير على موقع ألو سيني (الفرنسية)
- لامبرت هيلير على موقع أول موفي (الإنجليزية)
- لامبرت هيلير على موقع قاعدة بيانات الأفلام السويدية (السويدية)
- لامبرت هيلير على موقع إن إن دي بي (الإنجليزية)
- لامبرت هيلير على موقع قاعدة بيانات الفيلم (الإنجليزية)
- لامبرت هيلير على موقع كينوبويسك (الروسية)